# Bortrövandet av Leukippos döttrar
Bortrövandet av Leukippos döttrar (nederländska: De schaking van de dochters van Leucippos) är en oljemålning av de flamländska barockkonstnärerna Peter Paul Rubens och Jan Wildens. Den målades omkring 1618 och är sedan 1806 utställd på Alte Pinakothek i München.
Målningen skildrar en episod från den grekiska mytologin. Där berättas hur dioskurerna, tvillingarna Kastor och Polydeukes (i romersk namnform: Castor och Pollux), rövade bort kung Leukippos av Messeniens döttrar Foibe och Hilaeira, gemensamt benämnda leukippiderna. Trots att dioskurerna var tvillingarna hade de olika fäder, Polydeukes far var Zeus och Kastors var kung Tyndareos. Leukippiderna var redan trolovade till dioskurernas kusiner Idas och Lynkeus. I den strid som följde med de hämndlystna kusinerna blev alla dödade utom Polydeukes som var odödlig på grund av sin gudomliga härkomst. Denne lyckades förmå sin far Zeus att ge bröderna samma öde; de vistades därefter omväxlande varannan dag i dödsriket och varannan hos gudarna. 
Rubens skildring av brudrovet är fylld av rörelse och dramatik. Han har avbildat den odödlige Polydeukes barbröstad, medan Kastor bär rustning. 
Efter en åttaårig vistelse i Italien återvände Rubens till Antwerpen 1608 där han året därpå utnämndes till hovmålare åt Albrekt VII av Österrike och Isabella Clara Eugenia av Spanien som var ståthållare i Spanska Nederländerna. Han blev snabbt både berömd och efterfrågad. För att möta efterfrågan startade Rubens cirka 1615 en ateljé där flera konstnärer var verksamma. Rubens själv utförde skisser och fokuserade vanligen på figurerna. I Bortrövandet av Leukippos döttrar är det Jan Wildens som målat landskapet i bakgrunden. Andra exempel på verk av Rubens med motiv från grekisk mytologi är Paris dom och De tre gracerna.
På Nasjonalmuseet i Oslo finns en mindre oljemålning med samma motiv som attribueras Rubens. Nasjonalmuseet daterar tavlan till 1610–1611. Den överlämnades till museet 1923 i enlighet med Christian Langaards testamente.